# Rossmann (Familienname)
Rossmann bzw. Roßmann ist ein deutscher Familienname.

## Namensträger

### Familienname
- Alexandre Rossmann (1897–1991), deutsch-französischer Journalist
- Alice Schardt-Roßmann, deutsche Unternehmerin
- Andreas Rossmann (* 1952), deutscher Journalist
- Bernd Roßmann, deutscher Rennrodler und Rennrodel- und Bobsportfunktionär
- Bernhard Roßmann (1873–1960), deutscher Lehrer, Senator und Politiker (SPD)
- Bruno Rossmann (* 1952), österreichischer Politiker (Die Grünen, Liste Pilz)
- Constanze Rossmann (* 1974), deutsche Kommunikationswissenschaftlerin
- Daniel Josef Rossmann (* 1983), österreichischer Author und Schauspieler
- Daniel Rossmann (* 1991), österreichischer Fußballspieler
- Dirk Roßmann (* 1946), deutscher Unternehmer, Gründer einer Drogeriemarktkette
- Edmund Roßmann (1918–2005), deutscher Leutnant, Fliegerass der Luftwaffe der Wehrmacht
- Erich Roßmann (1884–1953), deutscher Politiker (SPD)
- Erich Rossmann (1925–2010), deutscher Architekt
- Ernst Dieter Rossmann (* 1951), deutscher Politiker (SPD)
- Eva Rossmann (* 1962), österreichische Journalistin und Schriftstellerin
- Fritz Roßmann (1898–1961), deutscher Physiker, Meteorologe und Hochschullehrer
- Gerhard Roßmann (* 1951), deutscher Künstler und Medienarbeiter
- Hans Rossmann (1868–1915), deutscher Maler und Illustrator
- Heinrich Rossmann (1777–1852), deutscher Ökonom und Politiker
- Helmut Rossmann (* 1954), deutscher Schauspieler
- Hugo Rossmann (1937–2005), deutscher Unternehmer
- Jakob Roßmann (1890–1960), deutscher Kaufmann, württembergischer Landtagsabgeordneter
- Josef Roßmann (1901–1954), deutscher Politiker (BP)
- Jürgen Roßmann (* 1954), deutscher Mathematiker und Hochschullehrer
- Kurt Rossmann (1909–1980), deutscher Philosoph und Hochschullehrer
- Lothar Rossmann (1909–1966), deutscher Politiker (SPD)
- Mares Rossmann (* 1953), österreichische Politikerin (FPÖ, BZÖ)
- Max Rossmann (Maler) (1889–1961), deutscher Maler
- Max Georg Rossmann (1861–1926), deutscher Maler und Bildhauer
- Maximilian Rossmann (* 1995), deutscher Fußballspieler
- Michael Rossmann (1930–2019), deutschamerikanischer Biologe
- Peter Maria Roßmann (1888–1957), deutscher Ortsbürgermeister und Landrat
- Raoul Roßmann (* 1985), deutscher Unternehmer, Geschäftsführer einer Drogeriemarktkette
- Richard Rossmann (Skirennläufer), österreichischer Skirennläufer
- Richard Rossmann (* 1971), österreichischer Dokumentarfilmer
- Siegfried Rossmann (1917–1975),  deutscher Richter, Oberkirchenratspräsident in Schwerin
- Sigrid Kiessling-Rossmann (* 1945), deutsche Malerin
- Sonja Ledl-Rossmann (* 1974), österreichische Politikerin (ÖVP)
- Thomas Rossmann (* 1983), österreichischer Leistungssportler
- Tim Rossmann (* 2003), deutscher Fußballspieler
- Torsten Rossmann (Journalist) (* 1963), deutscher Journalist
- Torsten Rossmann (Geowissenschaftler) (* 1966), deutscher Geowissenschaftler
- Werner Roßmann (* 1948), österreichischer Politiker (ÖVP), Salzburger Landtagsabgeordneter
- Wilhelm Roßmann (1832–1885), deutscher Kunsthistoriker, Prinzenerzieher und Bühnenautor
- Witich Roßmann (* 1951), deutscher Gewerkschafter und Politikwissenschaftler
- Wolfgang Roßmann (* 1938), deutscher Kommunalpolitiker (SPD) und Richter

### Fiktive Figuren
- Karl Roßmann, literarische Hauptfigur in Franz Kafkas Erzählung Der Heizer und im Roman Der Verschollene